# La Maison
La Maison (franska: 'Huset') är en autofiktiv roman av den franska författaren Emma Becker, publicerad 2019 på Éditions Flammarion. Den beskriver författarens två år som prostituerad i Berlin, ett personligt experiment och journalistisk utmaning. Boken prisades samma år med France Culture-Télérama-priset.

## Tillkomst
Författaren uppger att boken är autofiktion i dokumentär form utifrån ett litterärt projekt, mer roman än narrativ. Becker var redan tidigare intresserad av gonzojournalistik av namn som Hunter S. Thompson och Louis Calaferte, och här gavs hon en chans att få vara subjekt i sin egen kommande berättelse. Hon ansåg att vittnesmål från andra prostituerade inte skulle ge henne full inblick i verkligheten som sexarbetare. Boken ingår i en ny våg av kvinnlig litteratur efter Metoo.

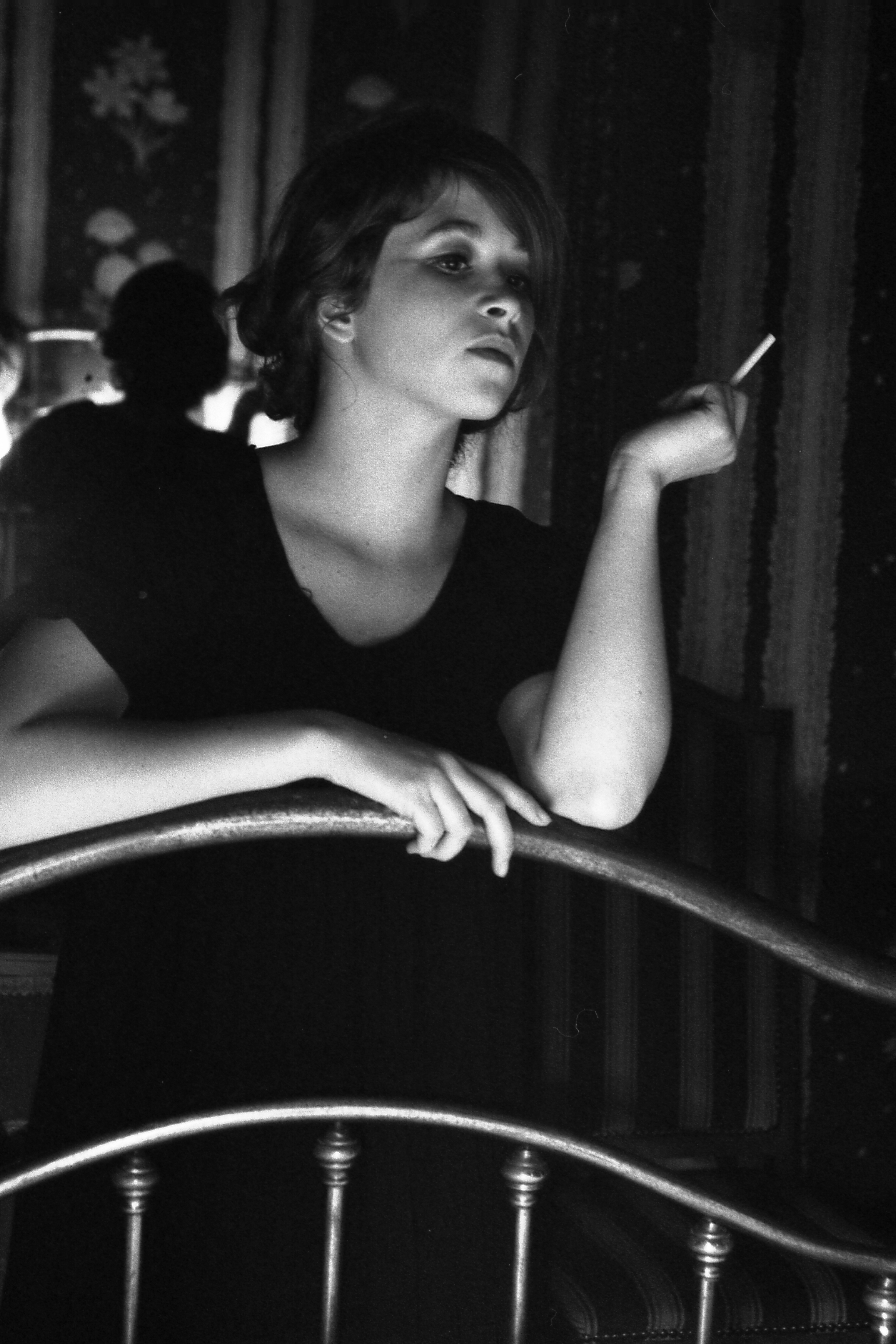
Emma Becker, 2009.

Boken återger, med lite konstnärlig frihet och en gnutta humor, de två och ett halvt år som författaren var sexarbetare på eget bevåg i Tyskland (se prostitution i Tyskland) under namnet Justine på olika bordeller i Berlin. Den beskriver hennes klienter, kollegor, rum med olika dekorationer och detaljer. Hon beskriver "manlig åtrå i alla dess former" med "en feminin blick på manligt sexuellt lidande".
Emma Becker sade att den världen alltid hade lockat henne och att hon ville berätta vad som händer där med en kvinnas blick. Hon ville uppleva det enkla tillstånd där en kvinna reduceras till sin mest arkaiska funktion: den att ge njutning till män och inte vara något annat än det. Becker accepterade den här utmaningen när hon kände att hon kunde behålla sin makt, säga nej till kunder och olika sexuella praktiker.
Erfarenheten förändrade hennes förhållande till sex. Ursprungligen var studiet tänkt att pågå i ett år, men det fortsatte eftersom Becker hade hittat en bra kompromiss då hon blev betald för att skriva sin bok. Hon fick både uppslag att skriva och förtjänade sitt uppehälle.
Becker har förtydligat att hennes bok absolut inte är ett försvar för prostitution som sådan. Hon har heller aldrig har påstått att romanen beskriver all prostitution, men hon förespråkar en legalisering i Frankrike. Becker anser att den franska attityden till prostitutionen präglas av renlighetsiver.

## Mottagande

### Kritik och kommentarer
Den franska nyhetsveckotidningen L'Express beskrev boken som "en hypnotisk roman". Télérama skrev att det var en publicering som "förenade litterär undersökning, journalistik och berättande". Radioprogrammet Le Masque et la Plume levererade en blandad kritik, men recensentpanelens Frédéric Beigbeder menade att boken var "en av de bästa denna höst", "väldigt mänsklig, delikat och elegant: alla personbeskrivningar är levande". Magasinet Grazia kallade romanen "ett verk som är mer ömsint än dystert, framförallt mänskligt", liksom "en fräck och nostalgisk krönika, läckert skriven", medan Le Devoir skrev att det var ett "ode till kvinnor" i yrket. L'Obs ägnade fem sidor åt boken.
Polskfödda kulturarbetaren Katarzyna Tubylewicz, bosatt i Sverige sedan början av 2000-talet, skrev i den samhällsinriktade tidskriften Kvartal att man i Sverige låtsas som att boken inte finns. Hon ansåg att det i debatten borde finnas plats för sexarbetares egna röster och att det är svårt att hjälpa människor som man inte vill lyssna på.

### Priser och nomineringar
Romanen nominerades till Prix Renaudot. Becker vann Blù Jean-Marc-Roberts-priset och RomanNews-priset. Därefter vann hon Prix du Roman des étudiants France Culture-Télérama. Prisjuryn för det sistnämnda priset bestod av 1100 franska studenter.